# Teatro Apollo
El Teatro Apollo es una sala de teatro situada en Harlem, en el Upper Manhattan de Nueva York. Es uno de los clubs de música popular más famosos de Estados Unidos y uno de los más relevantes de la historia de la música afroamericana en ese país, pues allí dieron sus primeros pasos intérpretes como Ella Fitzgerald o Michael Jackson.

## Historia
Un Salón Apollo había sido fundado en la Ciudad de Nueva York a mediados de 1800 por el General de la Guerra Civil Edward Ferrero como sala de baile. Tras expirar su arrendamiento en 1872, el edificio fue convertido en un teatro, el cual cerró poco después del cambio de siglo.
A partir de 1914 el teatro abre puertas en una nueva localización y es gestionado hasta la Segunda Guerra Mundial por varias familias judías. Desde que el Apollo abrió sus puertas por primera vez en Nueva York, se convirtió en uno de los centros nocturnos para adultos más importantes de esa ciudad, en especial cuando fue administrado por dos de las más influyentes personas en su ámbito –Jules Hurtig y Harry Seamon–. Abierto sólo a espectadores blancos, el Nuevo Teatro de Burlesque de Hurtig y Seamon se mantendría funcionando hasta 1928 cuando Bill Minsky lo tomó y transformó en el Teatro Apollo de 125th Street. Sidney S. Cohen, un poderoso propietario teatral, compró el Apollo en 1932, tras la muerte de Minsky. El Teatro Apollo finalmente abrió sus puertas al público afrodescendiente en 1934, 20 años después de la primera inauguración, presentando Jazz a la Carte. Una de las primeras participantes de la Noche Amateur Afroamericana, una bailarina que se volvió un éxito, fue nada menos que Ella Fitzgerald.
El 30 de marzo de 2023, el techo del teatro cayó sobre los espectadores mientras se llevaba a cabo un concierto, con saldo de un fallecido y 28 heridos.

## Homenajes
El 25 de junio de 2009 después de la muerte de Michael Jackson el teatro escribió su nombre en la marquesina y fueron encendidas sus luces y miles de fanes fueron a honrar su nombre. [cita requerida]

## Shows notables
Durante la era del swing, junto con bandas como Duke Ellington, Dizzy Gillespie, Chick Webb, Count Basie y Andy Kirk, el Apollo también presentó actos de baile como Bill Robinson, Nicholas Brothers, Carmen De Lavallade y Geoffrey Holder, los Berry Brothers y Buck and Bubbles. Los actos cómicos también aparecieron en el escenario Apolo, como Butterbeans y Susie, incluidos algunos que actuaron con cara negra, para horror de la NAACP y la élite de Harlem.
El Apollo también contó con las actuaciones de los favoritos del vodevil de antaño como Tim Moore, Stepin Fetchit, Moms Mabley, Dewey "Pigmeat" Markham, Clinton "Dusty" Fletcher, John "Spider Bruce" Mason y Johnny Lee, así como cómics más jóvenes como Bill Cosby, Godfrey Cambridge, LaWanda Page, Richard Pryor, Rudy Ray Moore y Redd Foxx.
Los actos del Evangelio que interpretaron al Apolo incluyen a Staple Singers, Mahalia Jackson, The Clark Sisters, Sister Rosetta Tharpe, Clara Ward y Sam Cooke with the Soul Stirrers. Los intérpretes de música soul en el escenario Apollo incluyeron a Ray Charles, Otis Redding y Aretha Franklin, y el jazz también estuvo representado por actos como Art Blakey y Horace Silver.
Aunque el teatro se concentró en mostrar actos afroamericanos, también presentó actos blancos como los líderes de bandas de swing Harry James, Woody Herman y Charlie Barnet durante la era del swing y, más tarde, los grandes del jazz Dave Brubeck, Stan Getz y Buddy Rich, que era uno de los favoritos de la multitud de Apollo. Durante la década de 1950, varios artistas de rock and roll blanco cuyos antecedentes musicales estaban más orientados a la música country, como Buddy Holly y Duane Eddy tocaron el Apollo, pero anotaron con su público tocando material al estilo blues. El público del teatro era a menudo mixto: en la década de 1940 se estimaba que durante la semana alrededor del 40 % del público era blanco, lo que subiría hasta el 75 % para los espectáculos de fin de semana. La cantante de jazz Anita O'Day encabezó la semana del 21 de septiembre de 1950, anunciada como "la Jezabel del Jazz".
Otros artistas cuyas carreras comenzaron en el Apollo incluyen a Billie Holiday, Pearl Bailey (actriz), Sammy Davis Jr., Joe Tex, James Brown & The Famous Flames, King Curtis, Diana Ross & The Supremes, Parliament-Funkadelic, Wilson Pickett, The Miracles, Gladys Knight & the Pips, Stephanie Mills, Dionne Warwick, The Jackson 5, Patti Austin, Patti LaBelle, Marvin Gaye, Luther Vandross, Stevie Wonder, Aretha Franklin, Ben E. King, The Isley Brothers, Lauryn Hill, Sarah Vaughan,Ne-Yo y Mary J. Blige.